# Цанко Цветанов
Цанко Цветанов (болг. Цанко Цветанов, нар. 6 січня 1970, Свіштов) — болгарський футболіст, що грав на позиції захисника. По завершенні ігрової кар'єри — тренер. З 2014 року входить до тренерського штабу клубу «Астана».
Учасник чемпіонату світу 1994 року і чемпіонату Європи 1996 року у складі збірної Болгарії. Триразовий чемпіон Болгарії у складі «Левскі» (1993—1995), чемпіон Болгарії у складі «Етира» (1991), дворазовий володар Кубку Болгарії у складі «Левскі».
Почесний громадянин Софії.

## Клубна кар'єра
Розпочав займатись футболом в «Академіку» з рідного міста Свіштов, взявши участь у 17 матчах другого за рівнем дивізіоні Болгарії.
Своєю грою за цю команду привернув увагу представників тренерського штабу клубу «Етир», до складу якого приєднався 1988 року. Відіграв за команду з Велико-Тирново наступні п'ять сезонів своєї ігрової кар'єри. Більшість часу, проведеного у складі «Етира», був основним гравцем захисту команди і у сезоні 1990/91 допоміг клубу вперше в історії виграти чемпіонат Болгарії.
1993 року уклав контракт зі столичним «Левскі», у складі якого провів наступні два роки своєї кар'єри гравця. Граючи у складі «Левскі» також здебільшого виходив на поле в основному складі команди і в кожному з сезонів виборов титул чемпіона Болгарії, а в першому ще й Кубок країни.
Протягом сезону 1995/96 років захищав кольори німецького «Вальдгофа», зігравши у 17 матчах Другої Бундлсліги, після чого відправився до Шотландії, де два сезони захищав кольори «Абердина».
Влітку 1998 року Цветанов повернувся до Другої Бундесліги, де став виступати за «Енергі» (Котбус), з яким у 2000 році зайняв 3-тє місце та вийшов в елітний дивізіон. Втім і Бундеслізі сезону 2000/01 не був основним гравцем, зігравши лише 5 матчів, після чого покинув команду і знову став виступати за «Левскі», з яким у першому ж сезоні здобув «золотий дубль».
Завершив професійну ігрову кар'єру у клубі «Етир», зігравши 26 матчів за клуб у сезоні 2002/03.

## Виступи за збірну
21 вересня 1991 року дебютував в офіційних матчах у складі національної збірної Болгарії в грі проти Туреччини.
У складі збірної був учасником чемпіонату світу 1994 року у США, де зіграв в шести з семи матчах, всі з першої хвилиною (пропустив лише гру з Мексикою через дискваліфікацію за червону картку у попередній грі з Аргентиною), а команда досягла матчу за третє місце, програвши в ньому з рахунком 0:4 Швеції. Через два роки був основним гравцем і на чемпіонаті Європи 1996 року в Англії, де зіграв в всіх трьох іграх, втім його команда не зуміла вийти з групи.
Всього протягом кар'єри у національній команді, яка тривала 6 років, провів у формі головної команди країни 40 матчів.

## Кар'єра тренера
Розпочав тренерську кар'єру невдовзі по завершенні кар'єри гравця, 2004 року, увійшовши на запрошення Станіміра Стоїлова до тренерського штабу клубу «Левскі», де пропрацював з 2004 по 2007 рік. Після цього разом із Стоїловим працював асистентом у «Літексі», збірній Болгарії та кіпрському «Анортосісі».
В січні 2012 року очолив «Етир-1924» і того ж року вивів команду до вищого дивізіону після 14-річного перебування в нижчих лігах. Однак потім він не зміг знайти спільну мову з турецьким власником клубу Фейзі Ілханлі, з яким не раз конфліктував. Інханлі звинувачував Цветанова в організації договірних матчів і навіть санкціював спеціальне розслідування щодо Цветанова, який відкидав всі звинувачення на свою адресу. В результаті, як йшлось в офіційній заяві, тренер у жовтні 2012 року був звільнений в зв'язку з «серією заяв проти турецького власника Фейзі Ілханлі і діями, які підривають престиж клубу».
2013 року Цанко повернувся до роботи зі Стоїловим і увійшов до тренерського штабу «Ботева» (Пловдив), а 2014 року увійшов до тренерського штабу казахстанської «Астани», яку також очолив Стоїлов..

## Титули і досягнення
- Чемпіон Болгарії (4):

«Етир-1924»: 1990–91
«Левскі»: 1993–94, 1994–95, 2000–01
- Володар Кубка Болгарії (2):

«Левскі»: 1993–94, 2001–02